# DAN-Værft
DAN-Værft A/S (ikke at forveksle med Danyard), blev etableret i 1968 som et koordineringsselskab, under Lauritzen-koncernen,  bestående af fire skibsværfters administration, 
Selskabets opgave var at knytte et tættere samarbejde mellem Lauritzen-koncernens fire værfter, Frederikshavn Værft og Flydedok, Helsingør Skibsværft og Maskinbyggeri, Aarhus Flydedok og Aalborg Værft. Koordinationsselskabet blev nedlagt i 1987, hvor de to værfter, Frederikshavn Værft og Aalborg Værft blev sammenlagt under navnet Danyard.
Tidligere var Aarhus Flydedok og Helsingør Skibsværft udtrådt af samarbejdet, grundet førstnævnte værft blev solgt til anden side, Dannebrog Rederi, og værftet i Helsingør lukkede ned.
I formålsparagraffen for DAN-Værft hedder det blandt andet, at koncentrationen skal sikre de fire værfters beståen som gode, lykkelige arbejdspladser og som virksomheder med et godt økonomisk resultat og øget styrke.
En fælles styring og fælles indkøb skulle ligeledes være med til at styrke de enkelte værfters konkurrenceevne.
Og denne styrkelse var der behov for, da konkurrencen på verdensplan blev yderligere skærpet i disse år. En række nye skibsbygningsnationer var ved at gøre sig bemærkede, og indskrænkninger og lukninger af værfter i Europa blev konsekvensen.
Selskabet holdt møder ca. en gang månedligt, med deltagelse af en direktør fra et af de fire værfter. 
Møderne blev koordineret af en teknisk sekretær, som var en ansat på et af værfterne og havde teknisk baggrund, oftest en ingeniør, som virkede i en periode på ca. fire år.

## Ekstern henvisning og kilde
- Helsingør Kommunes Museer - VÆRFTSMUSEET – afsnit:Lauritzen-koncernen overtager aktiemajoriteten Arkiveret 15. marts 2014 hos  Wayback Machine